# Ваклинци
Ваклинци (на македонска литературна норма: Ваклинци) е бивше село в североизточната част на Северна Македония.

## География
Селото е било разположено на територията на днешната община Кратово, на 25 километра югозападно от общинския център Кратово в северното подножие на планината Манговица, на 2 километра северно от пръснатото село Строиманци и на няколко южно от село Сакулица.

## Личности
Родени във Ваклинци
- Ванчо Ваклински (? – 1923), деец на ВМРО, загинал в сражение със сръбска войска на 8 август 1923[2]